# 36 svenska klassiker 1990–2000
36 svenska klassiker 1990–2000 är ett samlingsalbum med svenska pop-, rock- och syntlåtar inspelade mellan 1990 och 2000. Albumet utgavs 2003 på etiketten Diesel Music.

## Låtlista
1. Kent – Om du var här (4:02)
2. The Cardigans – My Favourite Game (3:39)
3. Eagle-Eye Cherry – Save Tonight (3:55)
4. Eric Gadd – The Right Way (3:27)
5. Robyn – Show Me Love (3:51)
6. Blacknuss – Dinah (5:00)
7. Dilba – I'm Sorry (3:27)
8. Stakka Bo – Here We Go (3:58)
9. Vacuum – I Breathe (3:57)
10. Mauro Scocco – Det finns (4:11)
11. Lisa Nilsson – Himlen runt hörnet (5:04)
12. Uno Svenningsson – Under ytan (3:24)
13. Irma – Precis som du (4:06)
14. The Creeps – Ooh I Like It! (3:01)
15. Atomic Swing – Stone Me Into the Groove (4:03)
16. Peter LeMarc – Säg som det är	(4:14)
17. Sophie Zelmani – So Long (4:01)
18. Eva Dahlgren – Vem tänder stjärnorna? (4:02)
19. Roxette – Joyride (4:11)
20. The Ark – It Takes a Fool to Remain Sane (4:11)
21. Petter – Vinden har vänt (4:27)
22. Thomas Rusiak feat. Teddybears Sthlm – Hiphopper (4:28)
23. Stephen Simmonds – Tears Never Dry (5:11)
24. Titiyo – This Is (3:44)
25. Staffan Hellstrand – Lilla fågel blå (4:42)
26. Patrik Isaksson – Du får göra som du vill (4:59)
27. Lars Winnerbäck – Kom ihåg mig (3:46)
28. Lisa Ekdahl – Vem vet (3:05)
29. Bo Kaspers Orkester – Undantag (4:18)
30. Stina Nordenstam – He Watches Her from Behind (3:03)
31. Stefan Andersson – Catch the Moon (4:31)
32. Glenmark Eriksson Strömstedt – När vi gräver guld i USA (4:10)
33. Tomas Ledin – En del av mitt hjärta (4:46)
34. Rob'n'Raz Circus – Take a Ride (4:14)
35. Ace of Base – All That She Wants (3:32)
36. Dr. Alban – Sing Hallelujah! (4:02)